# Pachnobia fennoscandica
Pachnobia fennoscandica là một loài bướm đêm trong họ Noctuidae.